# Rajdowe Samochodowe Mistrzostwa Śląska
Rajdowe Samochodowe Mistrzostwa Śląska (w skrócie RSMŚl) – coroczny cykl rajdów okręgowych o tytuł mistrza Śląska w rajdach samochodowych, organizowanych przez automobilkluby zrzeszone w Polskim Związku Motorowym, składający się z kilku rund rozgrywanych na terenie Śląska.  Rundy zaliczane do RSMŚl to jednodniowe rajdy, o łącznej długości odcinków specjalnych od 25 do 50 km.
Mogą brać w nich udział kierowcy posiadający licencję rajdową I stopnia (licencja RN), kierowcy z licencją rajdową II stopnia (licencja R) mogą startować tylko w klasie Gość.

## Zwycięzcy Rajdowych Samochodowych Mistrzostw Śląska[1]
| Rok  | Kierowca           | Pilot                 | Samochód              |
| ---- | ------------------ | --------------------- | --------------------- |
| 2003 | Michał Duda        |                       |                       |
| 2004 | Mateusz Najda      |                       |                       |
| 2005 | Bogdan Choma       |                       |                       |
| 2006 | Piotr Meresiński   |                       |                       |
| 2007 | Zbigniew Cieślar   |                       |                       |
| 2010 | Bartłomiej Grzybek |                       |                       |
| 2011 | Kamil Suma         |                       |                       |
| 2012 | Szymon Cieślak     |                       |                       |
| 2013 | Michał Bachula     |                       |                       |
| 2014 | Łukasz Pieniążek   |                       |                       |
| 2015 | Jakub Lesiak       |                       |                       |
| 2016 | Tomasz Sztwiertnia |                       |                       |
| 2017 | Gracjan Grela      | Marta Momot           | Honda Civic           |
| 2018 | Damian Kostka      | Mateusz Martynek      | Honda Civic           |
| 2019 | Maciej Sordyl      | Krystian Korzeniowski | Honda Civic           |
| 2020 | Michał Rokital     |                       |                       |
| 2022 | Maciej Hawro       | Wojciech Kolaczek     | Honda Civic VTi (EG6) |
| 2022 | Maciej Hawro       | Wojciech Kolaczek     | Honda Civic VTi (EG6) |